# Piet Riethoven
Piet Riethoven, (Leiden, 13 oktober 1934) is een beeldhouwer.
Na de Koninklijke Academie van Beeldende Kunsten in Den Haag bezocht hij daar de Vrije Academie. Tot zijn leermeesters behoorden Livinus van de Bundt, Dirk Bus en Henri van Haaren. Zijn beelden zijn vaak portretten en figuurvoorstellingen als vogels en andere dieren. Na zijn afstuderen werkte hij in Leiden, Amersfoort en van 1964 tot 1969 in Soestdijk. Riethoven gaf les bij Artishock in Soest.
In Soest staan twee van zijn beelden. Drie Muzikanten staat aan de Dalweg, het beeld Twee paradijsvogels is er te vinden bij Molenschot aan de Albert Cuyplaan.

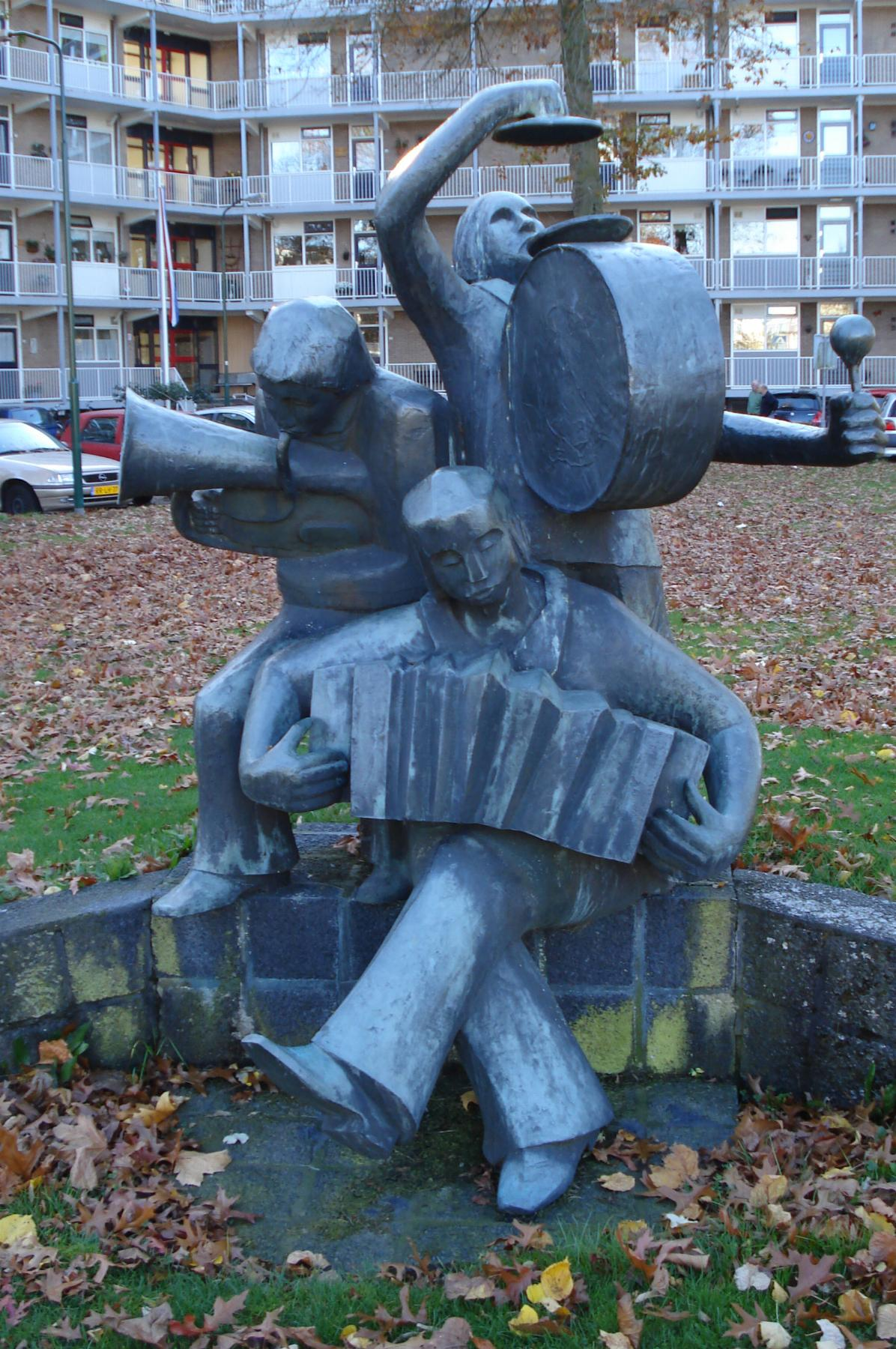
Drie Muzikanten aan de Dalweg in Soest

- RKD-Nederlands Instituut voor Kunstgeschiedenis: 66868